# Hoppanálás
Hoppanálás (gyakran hibásan: hopponálás) Harry Potter világában létező helyváltoztató módszer. Ezzel a képességgel rendelkező személy szinte bárhol (a Roxfortban nem lehetséges az ottani bűbájok miatt) felbukkanhat a világon bármikor. A hoppanálás (előtűnés) valójában dehoppanálás (eltűnés) is egyben, ami nézőpont kérdése.
Ezt a készséget nem könnyű elsajátítani, éppen ezért a Mágikus Közlekedésügyi Főosztály a hoppanálást teszthez és jogosítvány megszerzéséhez köti. Sokszor még a legkitűnőbb varázslóknak sem megy elsőre a vizsga. Mivel tehát nem könnyű megtanulni a hoppanálást, sok boszorkány és varázsló inkább a közlekedés más módját választja.
Létezhet még társas hoppanálás. Ennek célja az is lehet, hogy egy hoppanálásra nem képes személyt egy hoppanálásra képes személy magával visz.
Első alkalommal kellemetlen érzés. Ahogy a könyvekben is említik, olyan, mintha egy szűk csövön húznának át. Az illető csak a sötétséget látja, nem tud lélegezni és az út elsőre eléggé kimerítő, ezért sokan szédülnek és hánynak utána. Aki már sokszor hoppanált, annak fel se tűnnek ezek a mellékhatások.
A Harry Potter-könyvekben a hoppanálás oktató Wilkie Derreng, aki természetesen minisztériumi dolgozó.
A hoppanálás előnyei:
1. ingyenes
2. azonnali
3. elfogadott (legális)
4. kényelmes

A hoppanálás hátrányai:
1. Csak a 17. életévet betöltött személy végezheti el.
2. Megrémíthet másokat, ha melléjük hoppanál valaki, ezáltal meg is támadhatnak ijedtükben. Ráadásul rossz modorra vall csak úgy megjelenni mások házában.
3. Jogosítvány megszerzése szükséges hozzá.
4. A rosszul elvégzett hoppanálás miatt a varázslók vagy boszorkányok amputoportálhatják magukat, ami bizonyos testrészek hátrahagyását jelenti. Ebben az esetben általában a varázsbaj-elhárító osztagot kell kihívni, hogy helyrehozza a bajt.